# راهی به خانه نیست
راهی به خانه نیست (انگلیسی: No Direction Home) یک فیلم مستند تلویزیونی به کارگردانی مارتین اسکورسیزی محصول سال ۲۰۰۵ است که به زندگی باب دیلن موسیقی‌دان آمریکایی و تأثیری که بر موسیقی و فرهنگ عامه در قرن بیستم گذاشته است، می‌پردازد. نام فیلم از ترانهٔ مشهور باب دیلن، «همچون یک خانه‌به‌دوش»، گرفته شده است.

## بازیگران
- باب دیلن
- آلن گینزبرگ
- میچ میلر
- پیت سیگر
- جوآن بائز
- پیتر یارو
- باب نیوورتس
- ال کوپر
- میکی جونز
- دی. ای. پنی‌بیکر